# Curături, Iași
Curături este un sat în comuna Ciurea din județul Iași, Moldova, România.

## Etimologie
Numele de Curături semnifică un loc defrișat, curățat (curătură).

## Istoric
Curaturi este un sat atestat documentar la 1772, cu o populatie migrata din Ciurea.